# JPL Small-Body Database
La JPL Small-Body Database (SBDB) es una base de datos astronómica sobre los cuerpos menores del Sistema Solar. Está mantenida por el Laboratorio de Propulsión a Chorro (JPL) y la NASA, y proporciona datos de todos los asteroides conocidos y varios cometas, incluyendo parámetros orbitales, diagramas físicos, y listas de publicaciones relacionadas con los cuerpos menores. Las actualizaciones son diarias.